# Лютивля
Лютивля — деревня в Вышневолоцком городском округе Тверской области.

## География
Находится в центральной части Тверской области на расстоянии приблизительно 7 км по прямой на северо-запад от вокзала железнодорожной станции Вышний Волочёк.

## История
На карте 1825 года уже была отмечена. В 1859 году здесь (деревня Вышневолоцкого уезда) было учтено 55 дворов. До 2019 года входил в состав ныне упразднённого Солнечного сельского поселения Вышневолоцкого муниципального района.

## Население
Численность населения составляла 304 человека (1859 год), 113 (русские 68 %) в 2002 году, 122 в 2010.